# Tosca Musk
Tosca Musk (ur. 20 lipca 1974 w Pretorii) – południowoafrykańska reżyserka i producentka filmowa, posiadająca także obywatelstwo amerykańskie i kanadyjskie. Córka inżyniera Errola Muska i modelki Maye Musk oraz siostra Elona Muska.

## Życiorys

### Życie prywatne i edukacja
Urodziła się w Republice Południowej Afryki i dorastała w Johannesburgu razem ze swoimi starszymi braćmi: Kimbalem i Elonem. W 1979 rozwiedli się jej rodzice. W 1981 Elon przeprowadził się do ojca, a cztery lata później dołączył do nich Kimbal. W 1989, po ukończeniu szkoły średniej, Elon przeprowadził się do Kanady, gdzie sześć miesięcy później przeprowadziły się także Maye i Tosca.
W latach 90. Tosca uczęszczała do Uniwersytetu Kolumbii Brytyjskiej, który ukończyła w 1997.
Jest matką bliźniąt (Isabeau i Graysona), które zostały poczęte metodą in vitro.
22 czerwca 2022 została obywatelką Stanów Zjednoczonych.

### Kariera
W 2001, z Musk Entertainment, wyreżyserowała swój pierwszy film Puzzle. Jej brat Elon był dyrektorem wykonawczym filmu. Później była producentką filmów takich jak: The Truth About Miranda, horroru Cruel World, The Heavy i dramatu telewizyjnego, We Have Your Husband. W 2011 Musk była producentką trzech filmów telewizyjnych, które były nadawane na początku 2012 na kanałach Lifetime i Hallmark. 
W 2005 nawiązała współpracę z kanadyjskim filmowcem, Jeffem Macphersonem, aby wyprodukować serial internetowy, Tiki Bar TV. W tym samym roku, podczas prezentacji Macworld 2005 Keynote, Steve Jobs zaprezentował publiczności Tiki Bar TV jako przykład podcastu wideo, który można było załadować na nowego iPoda wideo przy użyciu oprogramowania Apple - iTunes.
Tiki Bar TV było opisywane w magazynie Wired, a także w innych środkach masowego przekazu. W lipcu 2006 program pojawił się na profilu Jeffa Macphersona w wydaniu Celebrity 100 magazynu Forbes jako „jedna z pierwszych przełomowych gwiazd w świecie telewizji internetowej”.
Musk jest dyrektorem generalnym i współzałożycielką platformy streamingowej OTT Passionflix, którą The New York Times opisuje jako „seksowny kanał Hallmark”. Stworzony w 2017 roku przez pisarkę Joany Kane i producentkę Jinę Panebianco, Passionflix kręci filmy na podstawie romansów. Od 2022 roku pobiera od klientów 6 dolarów miesięcznie za swoje usługi i zebrał 22 miliony dolarów finansowania. Tosca wyreżyserowała kilka filmów fabularnych na podstawie książek dla platformy, w tym Hollywood Dirt, Afterburn/Aftershock, The Matchmaker's Playbook, Driven, The Protector i Gabriel's Inferno.

## Nagrody i nominacje
| Rok  | Film          | Kategoria                     | Rezultat |
| ---- | ------------- | ----------------------------- | -------- |
| 2007 | Simple Things | Governor's Golden Apple Award | Wygrana  |
| 2007 | Simple Things | Slate Award                   | Wygrana  |
| 2007 | Simple Things | IFFF 'Spirit' Award           | Wygrana  |